# Associazione Calcio Venezia 1927-1928
Questa pagina raccoglie le informazioni riguardanti l'Associazione Calcio Venezia nelle competizioni ufficiali della stagione 1927-1928.

## Stagione
Nella stagione 1927-1928 il Venezia ha disputato il girone A del campionato di Prima Divisione piazzandosi in seconda posizione con 24 punti.

## Rosa
| N. |                   | Ruolo | Calciatore           |
| -- | ----------------- | ----- | -------------------- |
|    | Italia (bandiera) | P     | Luciano De Sanzuane  |
|    | Italia (bandiera) | P     | Aldino Rossetti      |
|    | Italia (bandiera) | P     | Mario Zambelli       |
|    | Italia (bandiera) | D     | Pietro D'Este        |
|    | Italia (bandiera) | D     | Giuseppe Girani      |
|    | Italia (bandiera) | D     | Enrico Lazzarato     |
|    | Italia (bandiera) | C     | Silvio Griggio (III) |
|    | Italia (bandiera) | C     | Lazzari              |
|    | Italia (bandiera) | C     | Antonio Martinello   |

| N. |                   | Ruolo | Calciatore           |
| -- | ----------------- | ----- | -------------------- |
|    | Italia (bandiera) | C     | Vincenzo Migotti     |
|    | Italia (bandiera) | C     | Montesanto (I)       |
|    | Italia (bandiera) | C     | Arnaldo Novello      |
|    | Italia (bandiera) | C     | Vittorio Zennaro     |
|    | Italia (bandiera) | A     | Egidio Chiecchi (II) |
|    | Italia (bandiera) | A     | Aldo Gorini          |
|    | Italia (bandiera) | A     | Gaetano Griggio (I)  |
|    | Italia (bandiera) | A     | Aldo Padoan          |